# 직관 기억
직관 기억 (eidetic memory, 直觀記憶)은 시세포의 흥분반응으로 인하여 일어나는 잔상과 뇌의 기억에서 비롯되는 기억심상과 다른 또 다른 심리학적 현상으로, 기억심상이 기억의 편집화, 부호화로 인해 단순해지고 그 양이 한정되는 것에 비해서 직관상은 매우 선명한 내용의 인상을 직접 보는 듯한 느낌을 가져다 준다. 하지만 겉으로는 잔상과 비슷하다고 할지라도 잔상이 보통 보색 현상을 띄는 것을 특징인 것에 반하여, 직관상은 그 당시의 천연색을 그대로 간직하고 있다는 특징을 가지고 있다. 또한, 잔상은 나타나는 즉시 1~3초 사이에 사라지는 것이 보통이지만 직관상은 몇 달에서 몇 년까지 그것을 다시 재현해서 볼 수 있다는 특징을 가지고 있다. 하지만 환각과는 달리 통제가 가능하고, 스스로 가상의 이미지라는 것을 알 수 있는 특징이 있다.

## 같이 보기
- 시냅스 가소성